# Gothia Towers
As três torres Gothia Towers - Gothia West Tower (77 m), Gothia Crown Tower (82 m) e  (Gothia East Tower) 100 m de altura - são também conhecidas como o Hotel Gothia Towers.

Estão situadas junto à praça Korsvägen na cidade da Gotemburgo, na Suécia.

Com os seus 29 andares, são dos edifícios mais altos da cidade e do país.

São usados como hotel - o Hotel Gothia Towers, com 1246 quartos, além de 5 restaurantes e 60 salas de conferência.

O Centro de Exposições e Congressos da Suécia - em sueco Svenska Mässan - está instalado junto ao piso térreo da Gothia Towers. 